# Aloe petricola
Aloe petricola é uma espécie de liliopsida do gênero Aloe, pertencente à família Asphodelaceae.